# Little Blakenham
Little Blakenham is een civil parish in het bestuurlijke gebied Mid Suffolk, in het Engelse graafschap Suffolk met 295 inwoners.